# Högskolan i Gävle
Högskolan i Gävle (HiG), på engelska University of Gävle, är en svensk statlig högskola i Gävleborgs län. Högskolan har cirka 19 000 studenter, och 750 anställda.
Högskolan är belägen inom före detta Hälsinge regementes (I 14) kasernområdet på Kungsbäck i Gävle och består av de tre akademierna Hälsa och arbetsliv (AHA), Teknik och miljö (ATM) samt Utbildning och ekonomi (AUE). Sammanlagt finns det elva avdelningar som erbjuder omkring 60 utbildningsprogram och cirka 300 kurser.

## Historia
Lärosätet grundades som "Högskolan i Gävle/Sandviken" 1977 genom högskolereformen 1977. De första ingående delarna i Högskolan Gävle/Sandviken var förskoleseminariet och lärarhögskolan i Gävle. I juli 1977 startade inom ramen för den nybildade högskolan en yrkesteknisk utbildning, YTH, på försök i Sandviken.
HiG startade den ettåriga fastighetsmäklarutbildningen år 1992, vilken snabbt blev högskolans mest sökta program. Samtidigt startades ett projekt för att utveckla kontakter med högskolor/universitet för lärar- och studentutbyten. 
1993 skedde en omfattande organisationsförändring som ledde fram till att högskolans verksamhet delades in i fem institutioner med ämnesavdelningar. Högskolans verksamhet samordnades och flyttade 1996 till Kungsbäck i Gävle i om- och tillbyggda lokaler som tidigare disponerades av Hälsinge regemente och som nu ägs av Akademiska Hus. Vårdhögskolan flyttade också in, år 1996, med sjuksköterskeutbildningar. Med start 1999 inleds sedan en integreringsprocess under tre år med syfte att flytta huvudmannaskapet för vårdhögskolan från landstinget till den statliga högskolan. Vårdhögskolan integrerades 2002 som Högskolan i Gävles sjätte institution. År 2000 integrerades Bygg och Miljö i Gävle (BMG) och år 2003 integrerades Belastningsskadecentrum, numera Centrum för belastningsskadeforskning (CBF), med Högskolan.
1998 bytte högskolan namn till den nuvarande namnet Högskolan i Gävle. Det är också det året som de första studentbostäderna i Midgårdslunden vid högskoleområdet stod klara för inflyttning. Samma år startade utbildningsprogrammet Miljö-kommunikation-ekonomi.

### Bibliotek

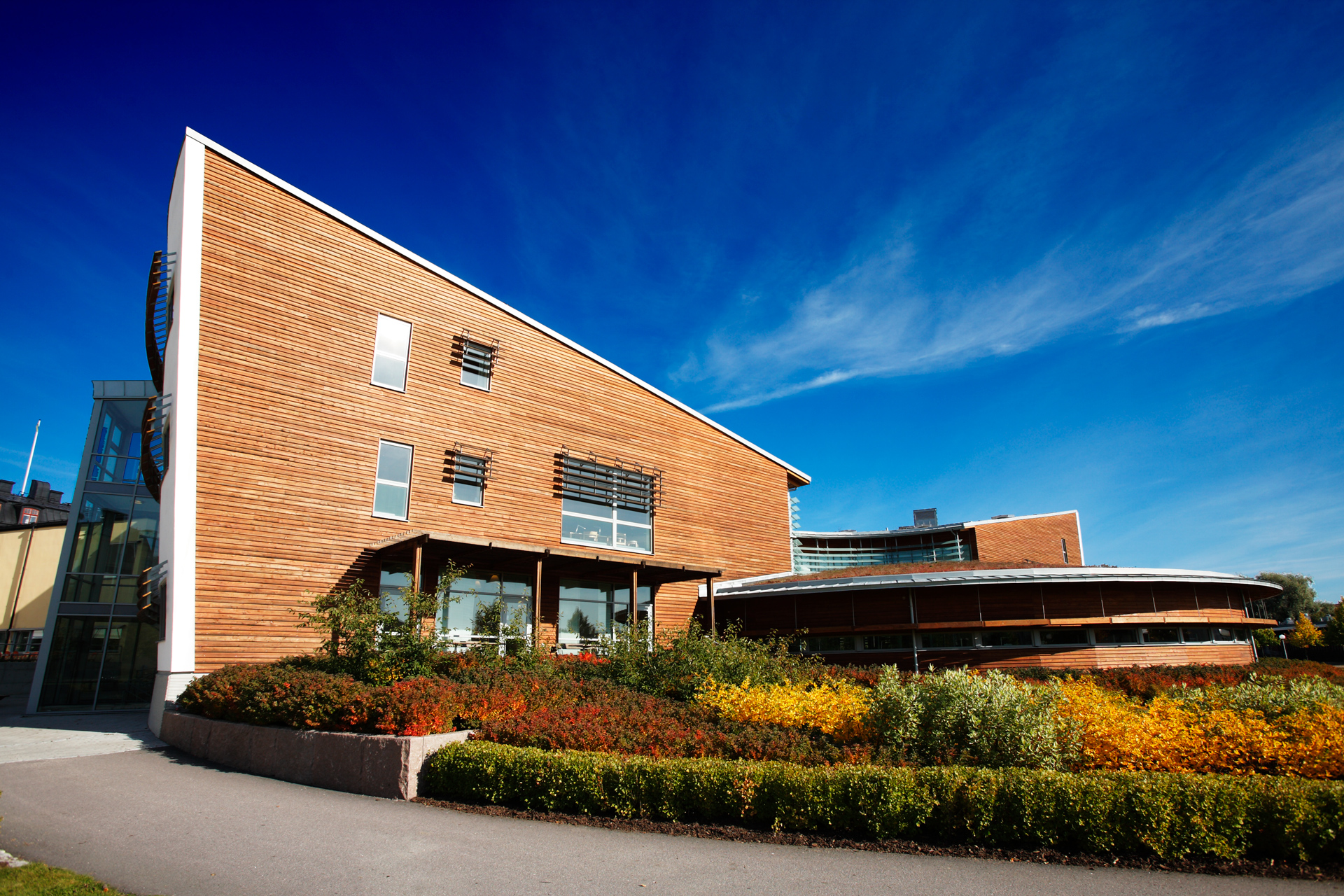
Högskolebiblioteket

Högskolebiblioteket rymmer 85 000 fysiska böcker och tillhandahåller ett stort antal vetenskapliga databaser. Byggnaden har grupprum och arbetsrum för personal och studenter. I biblioteket finns nära 800 läsplatser. Högskolans bibliotek är öppet för så väl studenter och personal som för allmänheten.
Biblioteksbyggnaden är utformad av Tirsén och Aili Arkitekter, det byggdes 2005 och är beläget på campusområdet. I samband med att byggnaden stod klar tilldelades arkitektbyrån utmärkelsen "Årets Byggen". Biblioteket har formen som en amfiteater och yttertaket är klätt med växter i fetbladssläktet Sedum.  

## Utbildning
Högskolan erbjuder cirka 60 utbildningsprogram och 330 fristående kurser. Utbildningarna omfattar både grundnivå, avancerad nivå och förberedande utbildningar inom en rad områden som spänner från lärarutbildningar och vårdutbildningar till ingenjörsutbildningar och samhällsvetenskap. 
Högskolan är särskilt profilerad inom distansutbildning och en betydande andel av studenterna studerar på distans.

### Nyare utbildningssatsningar
År 2020 startade Högskolan för första gången en femårig civilingenjörsutbildning med inriktning mot lantmäteriteknik och geodata.

## Forskning
Högskolan har fyra tvärvetenskapliga forskningsområden: Hållbar stadsutveckling, Hälsofrämjande arbete, Innovativt lärande och Intelligent industri. 2019 ersatte dessa fyra forskningsområden de tidigare forskningsprofilerna: Byggd Miljö och Hälsofrämjande arbetsliv. Högskolan bedriver forskarutbildning inom tio ämnen. 2020 fanns 122 doktorander anställda.

## Organisation
Högskolan i Gävle har en styrelse som har det övergripande ansvaret för verksamheten. Närmast under styrelsen finns en rektor som ansvarar för ledningen av verksamheten. Högskolestyrelsen och rektor är den högsta ledningen - högskoleledningen - för Högskolan i Gävle. 
Rektors kansli bereder ärenden på uppdrag av rektor och tillhandahåller administrativt stöd till högskolestyrelsen, rektor, prorektor och utbildnings- och forskningsnämnden. Det finns även ett antal nämnder med olika ansvarsområden för att ge stöd åt ledningen. 

### Akademisk organisation
Högskolans akademiska organisation består av tre akademier, bibliotek samt en gemensam administration som består av utbildningsstöd, kommunikation och samverkan samt infrastruktur och service.
Högskolan i Gävle är organiserad i tre akademier samt en stödfunktion i form av Enheten för verksamhets- och ledningsstöd (EVL). Varje akademi ansvarar för utbildning, forskning och samverkan inom sina respektive områden: 
- Akademin för hälsa och arbetsliv (AHA): Här bedrivs utbildning och forskning inom vårdvetenskap, socialt arbete, kriminologi, folkhälsovetenskap, arbetshälsa, psykologi och idrottsvetenskap.

- Akademin för teknik och miljö (ATM): Här finns utbildningar inom byggnadsteknik, energisystem, miljövetenskap, datavetenskap, elektronik, industriell ekonomi, industridesign och maskinteknik.

- Akademin för utbildning och ekonomi (AUE): Verksamheten omfattar utbildning inom ekonomi, humaniora, religionsvetenskap och lärarutbildning.

Enheten för verksamhets- och ledningsstöd innefattar bland annat funktioner för bibliotek, kommunikation, HR, IT och utbildningsstöd.

## Rektorer
- 1977–1989: Wenche Nerdrum-Ullman[14]
- 1989–2000: Birgitta Stymne, teknologie doktor[14][15][16]
- 2001–2008: Leif Svensson, professor i matematik
- 2008–2017: Maj-Britt Johansson, professor i skoglig marklära[17]
- 2017–: Ylva Fältholm, professor i arbetsvetenskap

## Hedersdoktorer
- 2011 Birgitta Stymne[18]
- 2014 Per Laurell[19]
- 2016 Barbro Holmberg[20]
- 2018 Thomas Nylund[21]
- 2020 Stina Oscarson[22]
- 2022 Pelle Matton[23]
- 2024 Morgan Persson[24]

## Studentliv
Gefle studentkår står för Högskolan i Gävles studiesociala liv. De arrangerar tillställningar för studenter, arrangerar föreläsningar, stödjer studenter och ger ut en medlemstidningen Gefla Högtryck i webbformat. Kårens lokal kallas Midgård och ligger nära intill högskolans campus.
Flertalet studentföreningar finns på Högskolan i Gävle. Dessa jobbar med att hålla kontakt med den akademi de tillhör, för att öka studentinflytandet. 
Gefleteknologerna är en studentförening som skapades 1994, då genom att teknologerna från Sandvikens nerlagda campus förflyttades till det i Gävle, vilket ledde till att teknologföreningarna beslöt sig för en sammanslagning.

## Galleri

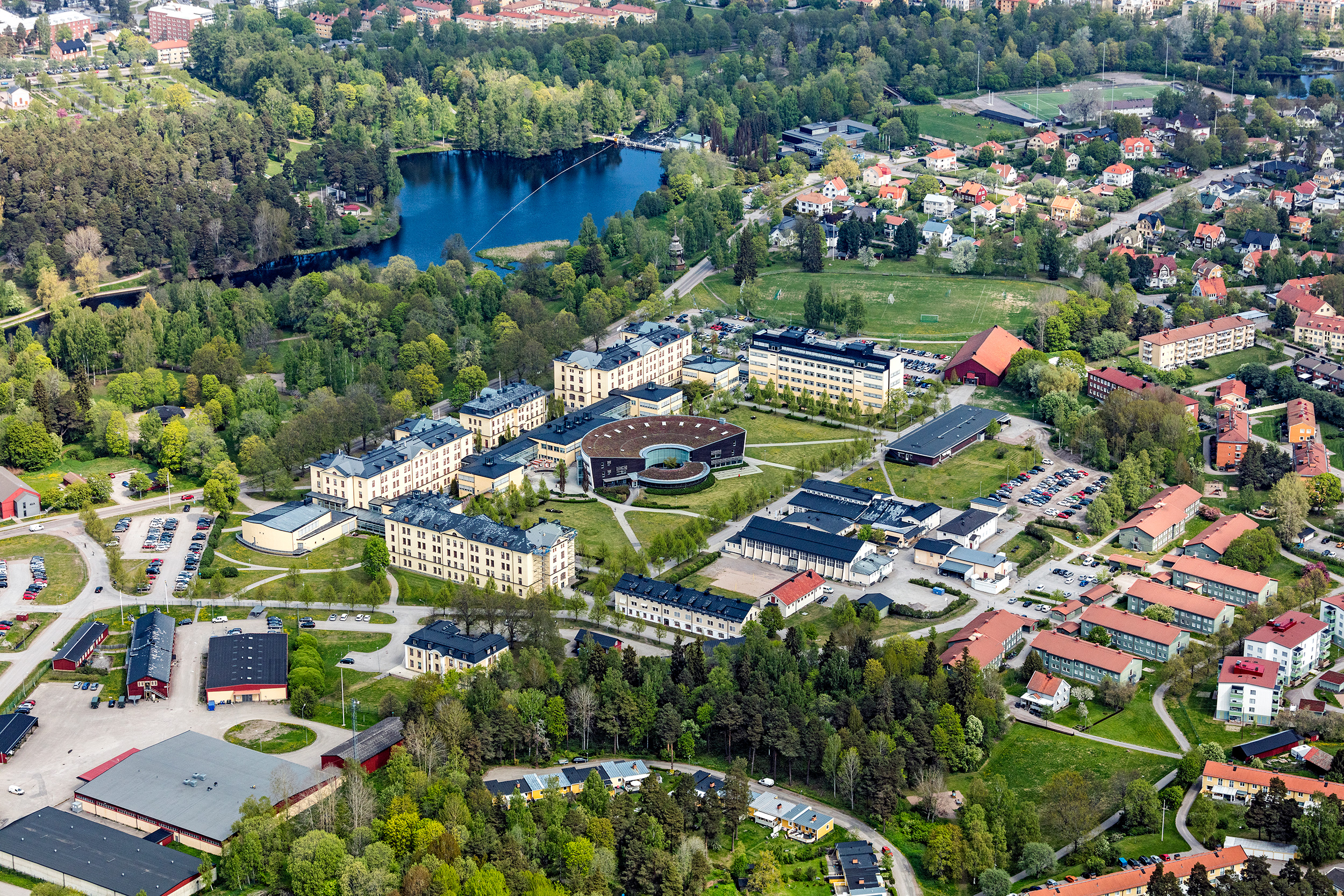
Flygfoto över Högskolan i Gävle
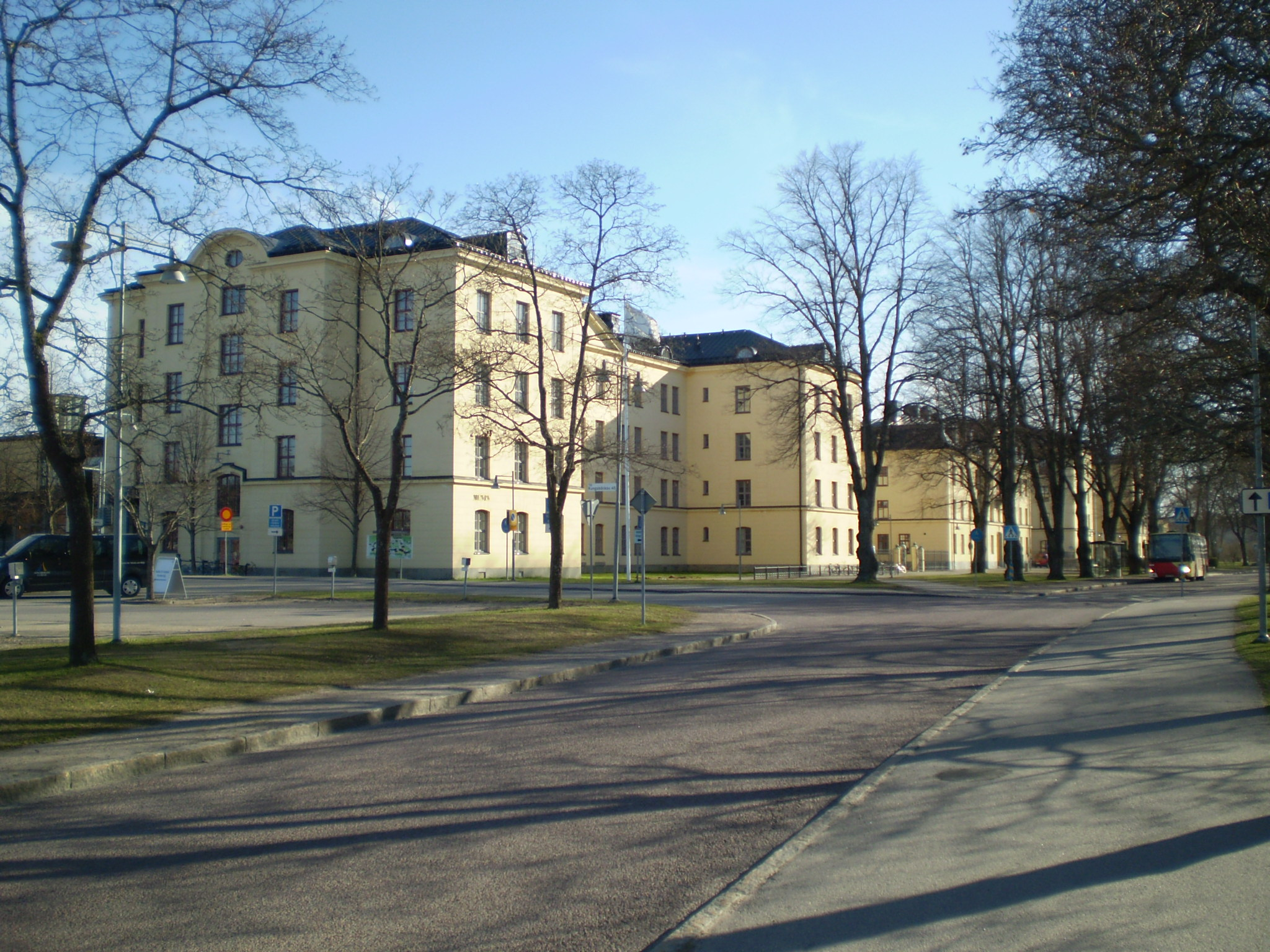
Kungsbäcks kaserner, numera Högskolan i Gävle
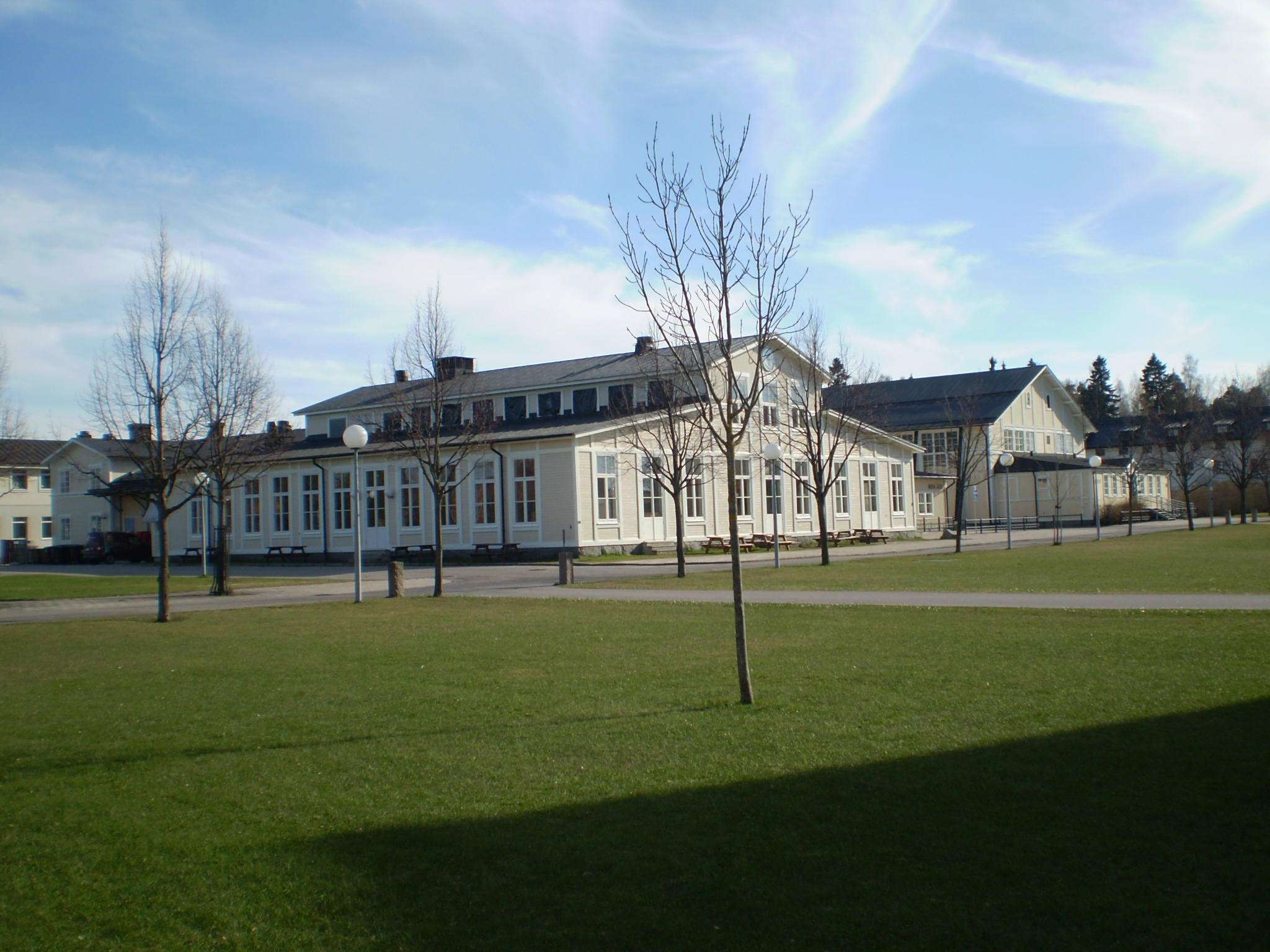
Kårhuset Midgård vid Högskolan i Gävle
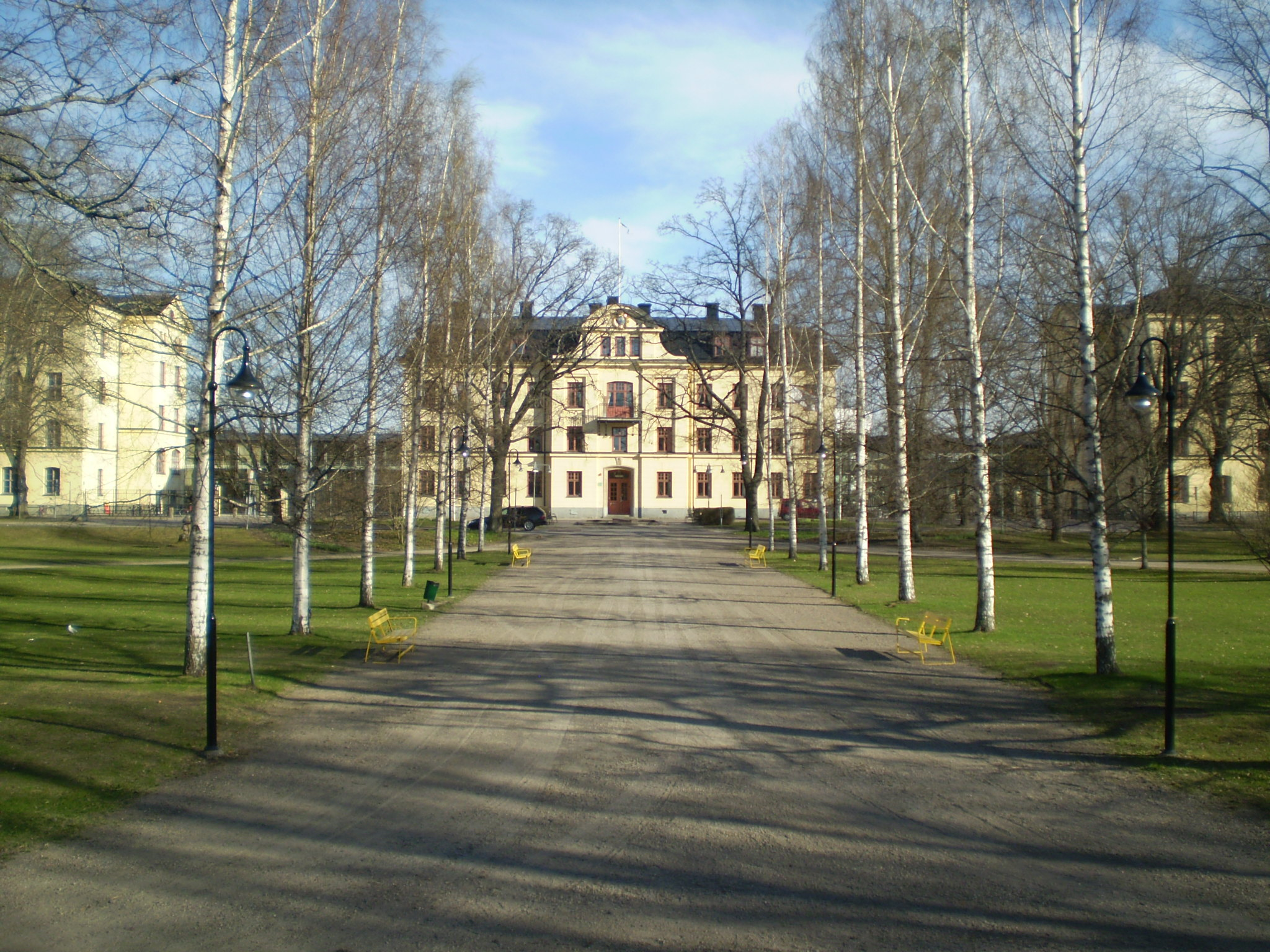
Huvudentrén till Högskolan i Gävle
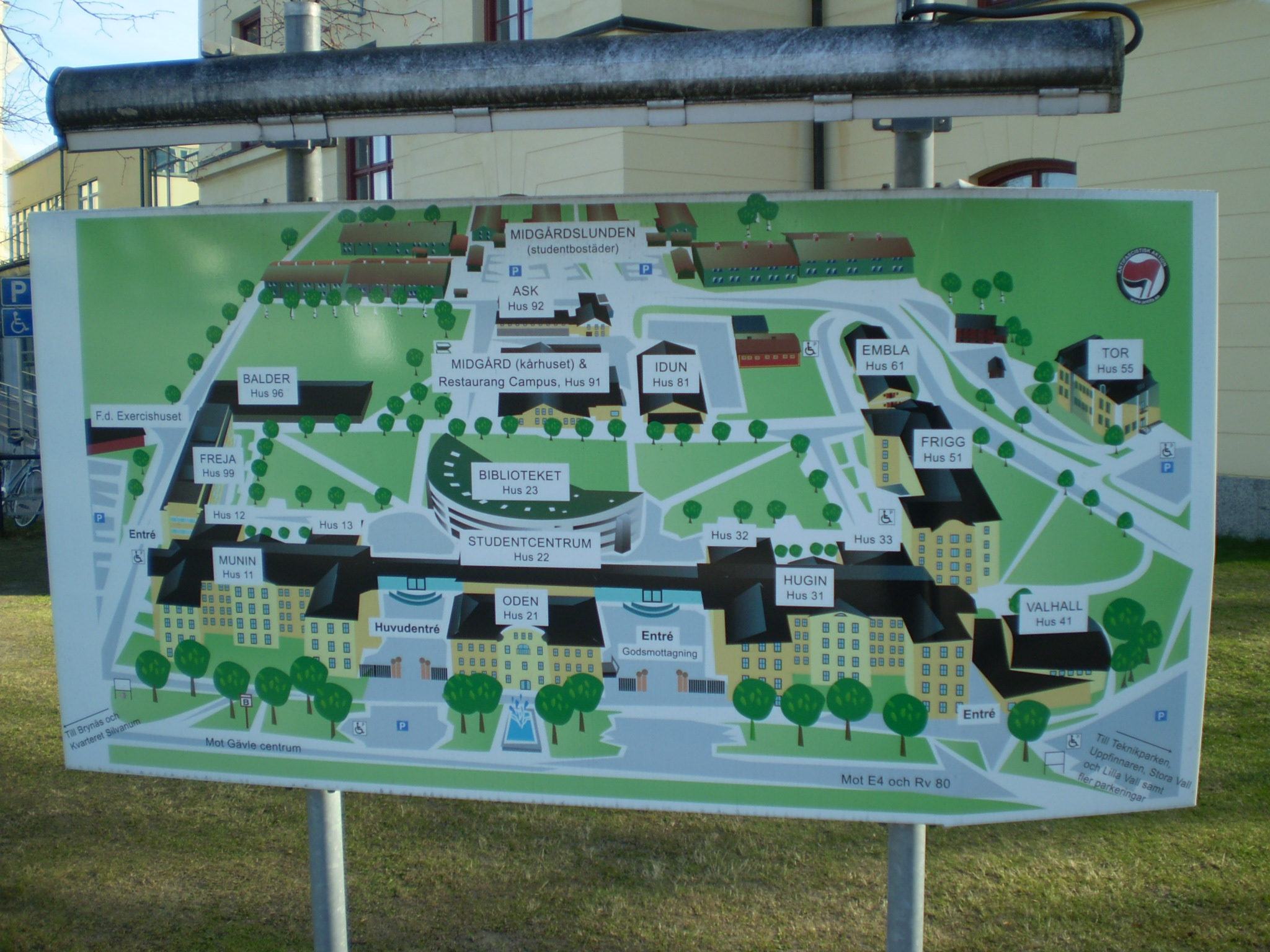
Översiktsbild över Högskolan i Gävle